# 顧大申
顧大申（1620年？—1674年？），初名鏞，字震雉，號見山，又號堪齋，江南省松江府華亭縣人，清朝官员、水利專家、書畫家。

## 生平
明崇祯十五年（1642年），与王广心、彭宾等在郡城结“赠言社”。
顺治九年（1652年）壬辰科进士，授工部主事，督江宁芦政。顺治十四年（1657年）分司夏镇河道，节约公款，以筑镇城，又曾捐俸创设两湖书院，人皆服其廉干。顺治十八年（1661年）因奏销案诖误，左迁顺天府通判，后丁忧，解任归里，服阕，诏复其官。康熙二年（1663年）和宋征舆等共纂《松江府志》，分叙水利、兵防、文苑。康熙九年（1670年），苏州、绍兴一带患水灾，当局采纳其建议疏通娄江、吴江、松江，解决水患。十二年（1673年）出为陝西洮岷道佥事，卒于官。

## 成就及著作
- 顧大申为官二十余年，勤敏能干，究心经济，尤精通水利，政绩斐然，并积累十几年撰成《河渠志》十三卷及《图经》二十八篇。平生博雅喜文辞，诗名颇盛。沈德潜《清诗别裁集》称道之。尝辑毛诗、楚骚及文选诗并唐人诗。自著有《堪斋诗存》八卷，诗原二十五卷，与《鹤巢集》、《鹤巢乐府》等，并行于世。
- 顧大申善书画。所画山水，远师董源、巨然、黄公望、王蒙，近法董其昌，而有所融会；笔力苍劲，用墨淋漓，并善设色，萧然远俗，为松江画派之后劲。传世作品有《秋日山居图》、《老松飞瀑图》、《寒林高士图》等。
- 清顺治七年（1650年），時任工部主事的顾大申重修江南名园“醉白池”。